# Chrystian & Ralf: Nova Série
Chrystian & Ralf: Nova Série é uma coletânea da dupla sertaneja brasileira Chrystian & Ralf, lançada em 2007. Recebeu disco de ouro da ABPD pelas 50 mil cópias vendidas.

## Faixas
| N.º            | Título                                                | Compositor(es)                                                                | Duração |  |
| 1.             | "Cheiro de Shampoo"                                   | Cecílio Nena                                                                  | 3:26    |  |
| 2.             | "Desejo de Amar"                                      | Chrystian / Reinaldo Barriga                                                  | 3:57    |  |
| 3.             | "Minha Gioconda (Mia Gioconda)" (part. Agnaldo Rayol) | Vicente Celestino                                                             | 3:52    |  |
| 4.             | "Poeira No Vento (Dust in the Wind)"                  | Kerry Livgern (versãoːMauro Gasperini / Maurício Gasperini / Sérgio Pinheiro) | 3:18    |  |
| 5.             | "Yolanda"                                             | Pablo Milanés (versão: Chico Buarque)                                         | 5:06    |  |
| 6.             | "Saudade"                                             | Chrystian                                                                     | 2:44    |  |
| 7.             | "Camas Separadas"                                     | Reinaldo Barriga / Cecílio Nena                                               | 3:48    |  |
| 8.             | "Chora Peito"                                         | Chrystian / Ralf                                                              | 3:14    |  |
| 9.             | "Sensível Demais"                                     | Jorge Vercillo                                                                | 3:23    |  |
| 10.            | "Só Mais Um Caso de Amor"                             | Luiz Schiavon / Marcelo Barbosa / Nil Bernardes                               | 3:41    |  |
| 11.            | "O Mais Fraco Coração"                                | Eduardo Araújo                                                                | 4:06    |  |
| 12.            | "Erramos Juntos"                                      | Darci Rossi / Xororó                                                          | 3:16    |  |
| 13.            | "Distância"                                           | Sérgio Pinheiro / Mauri                                                       | 3:07    |  |
| 14.            | "Nova York"                                           | Chrystian / Ralf                                                              | 3:38    |  |
| Duração total: | Duração total:                                        | Duração total:                                                                | 50:36   |  |

## Certificações
| Brasil (ABPD)                             | Ouro | 2007 | 50.000* |
| *número de vendas baseado na certificação |      |      |         |